# Мережнаволок
Мережна́волок (карел. Merežniemi) — деревня в составе Янишпольского сельского поселения Кондопожского района Республики Карелия Российской Федерации.

## Общие сведения
Расположена на берегу залива в северо-западной части Онежского озера.

## Население
| 2002 | 2009 | 2010 | 2013 |
| ---- | ---- | ---- | ---- |
| 4    | ↘2   | ↗3   | →3   |